# قرار مجلس الأمن التابع للأمم المتحدة رقم 20
قرار مجلس الأمن التابع للأمم المتحدةرقم 20، الذي تم اعتماده بالإجماع في 10 مارس 1947، استعرض التقرير الأول للجنة الطاقة الذرية، وحث اللجنة الاقتصادية لأوروبا على مواصلة تحقيقاتها في المراقبة الدولية للطاقة الذرية، وطلب منها تقديم تقرير ثان أمام الجلسة التالية للجمعية العامة.